# Pływanie na Letnich Igrzyskach Olimpijskich 1976 – 4 × 200 m stylem dowolnym mężczyzn
4 × 200 m stylem dowolnym mężczyzn – jedna z konkurencji pływackich rozgrywanych podczas XXI Igrzysk Olimpijskich w Montrealu. Eliminacje i finał miały miejsce 21 lipca 1976 roku.
Złoty medal zdobyła sztafeta amerykańska w składzie: Mike Bruner (1:52,35), Bruce Furniss (1:49,56), John Naber (1:51,20) i Jim Montgomery (1:50,11). Reprezentanci Stanów Zjednoczonych czasem 7:23,22 pobili o 7 sekund rekord świata. Srebrny medal wywalczyli zawodnicy z ZSRR, którzy ustanowili nowy rekord Europy (7:27,97). Na najniższym stopniu podium stanęli pływacy z Wielkiej Brytanii (7:32,11; rekord kraju).

## Rekordy
Przed zawodami rekord świata i rekord olimpijski wyglądały następująco:
| Rekord            | Reprezentacja | Czas    | Miejsce     | Data             |       |
| ----------------- | --- | ------- | ----------- | ---------------- | ----- |
| Rekord świata     | Stany Zjednoczone · Tim Shaw · Rex Favero · Bruce Furniss · Steve Furniss                                          | 7:30,54 | Kansas City | 22 sierpnia 1975 | [ 1 ] |
| Rekord olimpijski | Stany Zjednoczone · John Kinsella (1:54,49) · Fred Tyler (1:54,32) · Steve Genter (1:52,72) · Mark Spitz (1:54,24) | 7:35,78 | Monachium   | 31 sierpnia 1972 | [ 2 ] |

W trakcie zawodów ustanowiono następujące rekordy:
| Data     | Etap konkurencji      | Reprezentacja | Czas    | Rekord |
| -------- | --------------------- | --- | ------- | ------ |
| 21 lipca | wyścig eliminacyjny 2 | ZSRR · Andriej Smirnow · Władimir Michiejew · Wołodymyr Raskatow · Siergiej Koplakow                                  | 7:33,21 | OR     |
| 21 lipca | wyścig eliminacyjny 3 | Stany Zjednoczone · Doug Northway · Tim Shaw · Mike Bruner · Bruce Furniss                                            | 7:30,33 | ,      |
| 21 lipca | finał                 | Stany Zjednoczone · Mike Bruner (1:52,35) · Bruce Furniss (1:49,56) · John Naber (1:51,20) · Jim Montgomery (1:50,11) | 7:23,22 | ,      |

## Wyniki

### Eliminacje
| Miejsce | Wyścig | Państwo           | Zawodnicy                                                               | Czas      | Uwagi |
| ------- | ------ | ----------------- | ----------------------------------------------------------------------- | --------- | ----- |
| 1.      | 3      | Stany Zjednoczone | Doug Northway Tim Shaw Mike Bruner Bruce Furniss                        | 7:30,33   | Q,    |
| 2.      | 2      | ZSRR              | Andriej Smirnow Władimir Michiejew Wołodymyr Raskatow Siergiej Koplakow | 7:33,21   | Q     |
| 3.      | 1      | RFN               | Hans-Joachim Geisler Andreas Schmidt Werner Lampe Peter Nocke           | 7:37,59   | Q     |
| 4.      | 1      | Wielka Brytania   | Alan McClatchey David Dunne Gordon Downie Brian Brinkley                | 7:37,92   | Q     |
| 5.      | 2      | NRD               | Wilfried Hartung Rainer Strohbach Frank Pfütze Roger Pyttel             | 7:40,58   | Q     |
| 6.      | 1      | Włochy            | Roberto Pangaro Paolo Revelli Paolo Barelli Marcello Guarducci          | 7:41,39   | Q,    |
| 7.      | 3      | Szwecja           | Pär Arvidsson Peter Pettersson Anders Bellbring Bengt Gingsjö           | 7:41,82   | Q,    |
| 8.      | 3      | Holandia          | Karim Ressang René van der Kuil André in het Veld Henk Elzerman         | 7:42,54   | Q,    |
| 9.      | 2      | Australia         | Graham Windeatt Mark Tonelli Peter Coughlan Peter Dawson                | 7:44,42   |       |
| 10.     | 1      | Norwegia          | Bent Brask Arne Borgstrøm Håkon Iversøn Fritz Warncke                   | 7:46,42   | NR    |
| 11.     | 1      | Francja           | Marc Lazzaro Benôit Laffineur Colin Ress Fabien Noël                    | 7:47,39   | NR    |
| 12.     | 3      | Hiszpania         | David López-Zubero Jesús Fuentes Fernando Gómez-Reino Santiago Esteva   | 7:49,22   | NR    |
| 13.     | 2      | Bułgaria          | Petar Georgiew Stefan Georgiew Toni Statelow Nikołaj Ganew              | 7:57,08   |       |
| 14.     | 3      | Meksyk            | Guillermo García Eduardo Pérez Guillermo Zavala José Luis Prado         | 8:05,12   |       |
| 15.     | 1      | Portoryko         | Fernando Cañales José-Ricardo de Jesús Arnaldo Pérez Francisco Cañales  | 8:05,21   |       |
| 16.     | 3      | Wenezuela         | Ramón Volcan Andrés Arraez Glen Sochasky Luis Goicoechea                | 8:08,38   |       |
| 17.     | 2      | Portugalia        | José Pereira António de Melo Rui Abreu Paulo Frischknecht               | 8:26,68   |       |
| 18 !    | 3      | Kanada            | Steve Badger Bill Sawchuk Steve Pickell James Hett                      | 9:99,99 ! | DSQ   |

### Finał
| Miejsce | Państwo           | Zawodnicy | Czas    | Uwagi |
| ------- | ----------------- | --- | ------- | ----- |
| 1 !     | Stany Zjednoczone | Mike Bruner (1:52,35) Bruce Furniss (1:49,56) John Naber (1:51,20) Jim Montgomery (1:50,11)                  | 7:23,22 | WR    |
| 2 !     | ZSRR              | Wołodymyr Raskatow (1:52,69) Andriej Bogdanow (1:51,69) Siergiej Koplakow (1:52,54) Andriej Kryłow (1:51,05) | 7:27,97 | ER    |
| 3 !     | Wielka Brytania   | Alan McClatchey (1:54,09) David Dunne (1:54,67) Gordon Downie (1:52,10) Brian Brinkley (1:51,25)             | 7:32,11 | NR    |
| 4.      | RFN               | Klaus Steinbach (1:52,18) Peter Nocke (1:51,19) Werner Lampe (1:54,06) Hans-Joachim Geisler (1:54,84)        | 7:32,27 | NR    |
| 5.      | NRD               | Roger Pyttel (1:53,92) Wilfried Hartung (1:55,16) Rainer Strohbach (1:54,30) Frank Pfütze (1:55,54)          | 7:38,92 | NR    |
| 6.      | Holandia          | Karim Ressang (1:55,63) René van der Kuil (1:55,17) André in het Veld (1:57,18) Henk Elzerman (1:54,58)      | 7:42,56 |       |
| 7.      | Szwecja           | Pär Arvidsson (1:55,84) Peter Pettersson (1:56,14) Anders Bellbring (1:56,44) Bengt Gingsjö (1:54,42)        | 7:42,84 |       |
| 8.      | Włochy            | Marcello Guarducci (1:53,72) Roberto Pangaro (1:55,74) Paolo Barelli (1:57,66) Paolo Revelli (1:56,27)       | 7:43,39 |       |